# Guararapes
Guararapes este un oraș în São Paulo (SP), Brazilia.